# オリジナルダンス

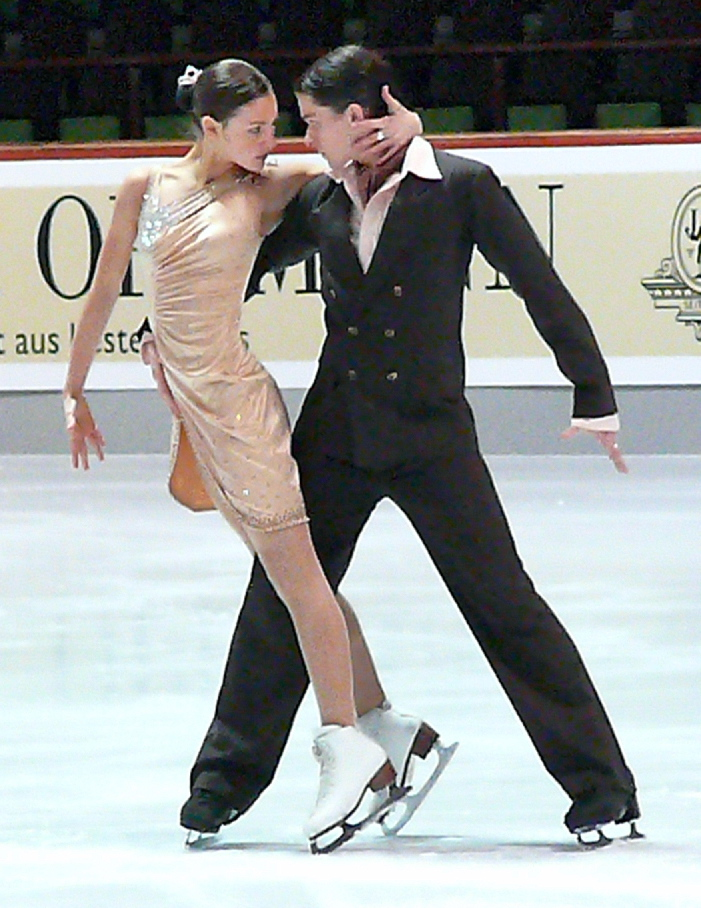
コルベ&ラーベ組

オリジナルダンス（Original dance）は、フィギュアスケートのアイスダンスで行われる種目のひとつ。以前はオリジナルセットパターンダンス（original set pattern dance）が行われていたが、両者は全く異なるものである。2009-2010のシーズンを最後に廃止された。

## 国際スケート連盟ルール
シーズン毎に指定されたリズムに対し自由に選曲した音楽を用い、規定の演技時間内に「2つの異なるダンスリフト」、「ダンススピン」、「2つの異なるステップ」の計5つの要素を行う。なお、ヴォーカル入りの音楽を用いることも許されている。
2010年のルール変更によりオリジナルダンスは廃止され、代わってオリジナルダンスにコンパルソリーダンスを部分的に取り入れたショートダンスが2010-2011のシーズンから導入された。

## リズム
シーズン毎にリズム（ダンス）が課題として指定される。以下にシニアの課題を示す。ただし、1970-1990の間はオリジナルセットパターンダンスのリズムである。
| シーズン  | リズム |
| --------- | --- |
| 1936-1961 | なし（競技に含まれず） |
| 1961-1966 | 自由選択 |
| 1966-1967 | 自由選択（別競技） |
| 1967-1968 | 自由選択（世界選手権大会に組み込まれた） |
| 1968-1969 | 自由選択（1シークエンス一周x2または1シークエンス半周x4） |
| 1969-1970 | 自由選択（シークエンス数は発表されず） |
| 1970-1971 | ポルカ |
| 1971-1972 | サンバ |
| 1972-1973 | ワルツ |
| 1973-1974 | タンゴ |
| 1974-1975 | ブルース |
| 1975-1976 | ルンバ |
| 1976-1977 | マーチ（ジュニアとシニアで共通） |
| 1977-1978 | パソ・ドブレ |
| 1978-1979 | ワルツ |
| 1979-1980 | フォックストロット |
| 1980-1981 | チャチャ |
| 1981-1982 | ブルース（3シークエンス） |
| 1982-1983 | ロックンロール |
| 1983-1984 | パソ・ドブレ |
| 1984-1985 | クイックステップ |
| 1985-1986 | ポルカ |
| 1986-1987 | ウィンナー |
| 1987-1988 | タンゴ |
| 1988-1989 | チャールストン |
| 1989-1990 | サンバ |
| 1990-1991 | ブルース |
| 1991-1992 | ポルカ |
| 1992-1993 | ウィーナー |
| 1993-1994 | ルンバ |
| 1994-1995 | クイックステップ |
| 1995-1996 | パソドブレ |
| 1996-1997 | タンゴ |
| 1997-1998 | ジャイブ |
| 1998-1999 | ワルツ |
| 1999-2000 | ラテンコンビネーション：メレンゲ、チャチャ、サンバ、マンボ、ルンバ                                                                                                   |
| 2000-2001 | チャールストン、フォックストロット、クイックステップ、マーチ |
| 2001-2002 | タンゴ、フラメンコ、パソドブレ、スパニッシュワルツ |
| 2002-2003 | メモリー・オブ・グランドボール：ワルツ、ポルカ、マーチ、ギャロップ                                                                                                   |
| 2003-2004 | スウィングコンボ：ジャイブ、ブギウギ、ジルバ、ロックンロール、ブルース                                                                                               |
| 2004-2005 | フォックストロット、クイックステップ、チャールストン |
| 2005-2006 | ラテンコンビネーション：メレンゲ、チャチャ、サンバ、マンボ、ルンバ                                                                                                   |
| 2006-2007 | タンゴ |
| 2007-2008 | フォーク、カントリー |
| 2008-2009 | 1920年代、30年代、40年代のダンス |
| 2009-2010 | フォーク、カントリー |
| 2010-2011 | 1950年代、60年代、70年代のダンス（前シーズンに発表されたが、このシーズンからオリジナルダンスが廃止されショートダンスが導入されたため、実際には課題となっていない。） |